# Malguénac
Malguénac (bret. Malgeneg) – miejscowość i gmina we Francji, w regionie Bretania, w departamencie Morbihan.
Według danych na rok 1990 gminę zamieszkiwało 1631 osób, a gęstość zaludnienia wynosiła 42 osoby/km² (wśród 1269 gmin Bretanii Malguénac plasuje się na 386. miejscu pod względem liczby ludności, natomiast pod względem powierzchni na miejscu 160.).